# Iñigo Lizarralde
Iñigo Lizarralde Lazkano (Bilbao, 6 agosto 1966) è un ex calciatore spagnolo.

## Carriera

### Giocatore
Cresciuto nella cantera dell'Athletic Bilbao, debutta con il Bilbao Athletic nella stagione 1984-1985. Viene subito "promosso" alla prima squadra, debuttando in Primera División spagnola il 9 settembre 1984 nella partita Siviglia-Athletic Bilbao (3-0). Rimane comunque in forze alla squadra riserve per altri due campionati, al termine dei quali passa in pianta stabile ai rojiblancos.
Dopo tre stagioni viene acquistato dal Real Saragozza, società con cui disputa altri cinque campionati nella massima serie spagnola.
Termina la carriera nel 1997, dopo aver difeso i colori di Lleida e Amurrio.

### Dirigente
Entra a farne parte ricoprendo prima il ruolo di aiutante allenatore delle giovanili, poi di direttore degli osservatori del centro tecnico di Lezama.

## Palmarès

### Club

#### Competizioni nazionali
- Supercoppa di Spagna: 1

Athletic Bilbao: 1984
- Coppa di Spagna: 1

Real Saragozza: 1993-1994

#### Competizioni internazionali
- Coppa delle Coppe: 1

Real Saragozza: 1994-1995